# Associazione Sportiva Fidelis Andria 1996-1997

## Stagione
La Fidelis Andria capolista del Girone B ritornò subito in Serie B dopo una sola stagione di Serie C1, grazie al maggior numero di vittorie (17) ed al miglior attacco del campionato (42 gol fatti).

## Divise e sponsor
- Sponsor tecnico: Pienne
- Sponsor ufficiale: BPA Banca Popolare Andriese

## Organigramma societario
- Direttore Sportivo: Guido Angelozzi

## Rosa
| N. |                   | Ruolo | Calciatore                   |
| -- | ----------------- | ----- | ---------------------------- |
|    | Italia (bandiera) | P     | Nicola Dibitonto             |
|    | Italia (bandiera) | P     | Cristiano Lupatelli          |
|    | Italia (bandiera) | P     | Luca Siringo                 |
|    | Italia (bandiera) | D     | Andrea Arcuti                |
|    | Italia (bandiera) | D     | Germano Fragliasso           |
|    | Italia (bandiera) | D     | Antonio Landi                |
|    | Italia (bandiera) | D     | Giuseppe Luceri              |
|    | Italia (bandiera) | D     | Pietro Mariani               |
|    | Italia (bandiera) | D     | Antonio Sarcinella           |
|    | Italia (bandiera) | D     | Alessandro Scarponi          |
|    | Italia (bandiera) | D     | Mario Solimeno               |
|    | Italia (bandiera) | C     | Oberdan Biagioni             |
|    | Italia (bandiera) | C     | Roberto Cappellacci          |
|    | Italia (bandiera) | C     | Giuseppe Cristian Ciaramella |

| N. |                   | Ruolo | Calciatore           |
| -- | ----------------- | ----- | -------------------- |
|    | Italia (bandiera) | C     | Danilo Coppola       |
|    | Italia (bandiera) | C     | Antonio De Leonardis |
|    | Italia (bandiera) | C     | Nicola De Santis     |
|    | Italia (bandiera) | C     | Giammarco Frezza     |
|    | Italia (bandiera) | C     | Pasquale Logiudice   |
|    | Italia (bandiera) | C     | Giuseppe Minaudo     |
|    | Italia (bandiera) | C     | Renato Olive         |
|    | Italia (bandiera) | C     | Alessandro Sturba    |
|    | Italia (bandiera) | A     | Genny Del Prete      |
|    | Italia (bandiera) | A     | Luca Falanga         |
|    | Italia (bandiera) | A     | Mario Lemme          |
|    | Italia (bandiera) | A     | Vincenzo Palumbo     |
|    | Italia (bandiera) | A     | Francesco Passiatore |
|    | Italia (bandiera) | A     | Vincenzo Santoruvo   |

## Risultati

### Campionato

#### Girone di andata
| 1º settembre 1996 1ª giornata | Nocerina | 1 – 1 | Fidelis Andria |  |

| 8 settembre 1996 2ª giornata | Fidelis Andria | 0 – 0 | Juve Stabia |  |

| 15 settembre 1996 3ª giornata | Avellino | 0 – 1 | Fidelis Andria |  |

| 22 settembre 1996 4ª giornata | Ischia Isolaverde | 0 – 0 | Fidelis Andria |  |

| 29 settembre 1996 5ª giornata | Fidelis Andria | 1 – 0 | Fermana |  |

| 6 ottobre 1996 6ª giornata | Ancona | 0 – 2 | Fidelis Andria |  |

| 20 ottobre 1996 7ª giornata | Fidelis Andria | 0 – 1 | Casarano |  |

| 26 ottobre 1996 8ª giornata | Lodigiani | 0 – 2 | Fidelis Andria |  |

| 3 novembre 1996 9ª giornata | Fidelis Andria | 0 – 0 | Atletico Catania |  |

| 10 novembre 1996 10ª giornata | Avezzano | 0 – 1 | Fidelis Andria |  |

| 24 novembre 1996 11ª giornata | Fidelis Andria | 0 – 0 | Gualdo |  |

| 1º dicembre 1996 12ª giornata | Sora | 2 – 2 | Fidelis Andria |  |

| 8 dicembre 1996 13ª giornata | Fidelis Andria | 1 – 0 | Savoia |  |

| 15 dicembre 1996 14ª giornata | Acireale | 0 – 0 | Fidelis Andria |  |

| 22 dicembre 1996 15ª giornata | Fidelis Andria | 1 – 1 | Giulianova |  |

| 29 dicembre 1996 16ª giornata | Trapani | 1 – 0 | Fidelis Andria |  |

| 12 gennaio 1997 17ª giornata | Fidelis Andria | 2 – 0 | Ascoli |  |

#### Girone di ritorno
| 19 gennaio 1997 18ª giornata | Fidelis Andria | 0 – 2 | Nocerina |  |

| 26 gennaio 1997 19ª giornata | Juve Stabia | 0 – 2 | Fidelis Andria |  |

| 2 febbraio 1997 20ª giornata | Fidelis Andria | 3 – 1 | Avellino |  |

| 9 febbraio 1997 21ª giornata | Fidelis Andria | 1 – 1 | Ischia Isolaverde |  |

| 16 febbraio 1997 22ª giornata | Fermana | 0 – 3 | Fidelis Andria |  |

| 23 febbraio 1997 23ª giornata | Fidelis Andria | 1 – 0 | Ancona |  |

| 2 marzo 1997 24ª giornata | Casarano | 0 – 0 | Fidelis Andria |  |

| 9 marzo 1997 25ª giornata | Fidelis Andria | 2 – 0 | Lodigiani |  |

| 16 marzo 1997 26ª giornata | Atletico Catania | 1 – 1 | Fidelis Andria |  |

| 29 marzo 1997 27ª giornata | Fidelis Andria | 3 – 0 | Avezzano |  |

| 6 aprile 1997 28ª giornata | Gualdo | 1 – 1 | Fidelis Andria |  |

| 13 aprile 1997 29ª giornata | Fidelis Andria | 2 – 0 | Sora |  |

| 20 aprile 1997 30ª giornata | Savoia | 1 – 1 | Fidelis Andria |  |

| 27 aprile 1997 31ª giornata | Fidelis Andria | 2 – 0 | Acireale |  |

| 4 maggio 1997 32ª giornata | Giulianova | 1 – 2 | Fidelis Andria |  |

| 11 maggio 1997 33ª giornata | Fidelis Andria | 4 – 1 | Trapani |  |

| 18 maggio 1997 34ª giornata | Ascoli | 1 – 0 | Fidelis Andria |  |